# Noirmoutier-en-l’Île
Noirmoutier-en-l’Île, allgemein nur Noirmoutier genannt, ist eine französische Gemeinde mit 4502 Einwohnern (Stand 1. Januar 2022) auf der Île de Noirmoutier im Département Vendée der Region Pays de la Loire.

## Geografie
Eine Besonderheit von Noirmoutier ist der Gois, die 4,5 Kilometer lange und nur bei Niedrigwasser befahrbare Verbindungsstraße zwischen der Insel und dem Festland. Bis heute ertrinken hier immer wieder Menschen, die von der Flut überrascht werden. Entlang der Strecke durchs Watt sind in regelmäßigen Abständen metallene Rettungskörbe auf hohen Pfeilern angebracht. Seit 1971 verbindet auch eine Brücke die Südspitze der Insel mit dem Festland.

## Geschichte
Die Abtei Noirmoutier wurde 674 von Philibert von Noirmoutier († 684) gegründet, der zuvor die Abtei Jumièges gegründet hatte. Damals hieß die Insel noch Île d’Hério.
Im 8. Jahrhundert begannen die Wikinger an der französischen Küste zu plündern. Im Jahre 799 hatten sie schon die Küsten Aquitaniens erreicht. Im Jahre 835 wurde das Kloster geplündert, damals war die Ortschaft schon ein Zentrum für Wein- und Salzhandel. Die Mönche flohen. 843 fuhren die Wikinger die Loire hinauf (Loire-Normannen), kehrten im Winter aber nach Noirmoutier zurück und errichteten dort ihr Winterlager.
Im 11. Jahrhundert wurde eine Burg errichtet und in den Jahren 1342, 1360 und 1396 hielt sie Angriffen der Engländer sowie 1524 und 1588 Angriffen der Spanier stand. Im Jahr 1674 fiel die Anlage dann allerdings holländischen Truppen in die Hände.
Im Aufstand der Vendée vom März 1793 bis zum März 1796 war die Île de Noirmoutier schwer umkämpft und auch die Bewohner der Stadt blieben von den Kämpfen nicht unberührt.
| Bevölkerungsentwicklung | Bevölkerungsentwicklung | Bevölkerungsentwicklung | Bevölkerungsentwicklung | Bevölkerungsentwicklung | Bevölkerungsentwicklung | Bevölkerungsentwicklung | Bevölkerungsentwicklung |
| ----------------------- | ----------------------- | ----------------------- | ----------------------- | ----------------------- | ----------------------- | ----------------------- | ----------------------- |
| Jahr                    | 1962                    | 1968                    | 1975                    | 1982                    | 1990                    | 1999                    | 2009                    |
| Einwohner               | 3906                    | 4020                    | 4070                    | 4518                    | 4846                    | 5002                    | 4661                    |

## Wirtschaft
Auf Noirmoutier wird die Kartoffelsorte Bonnotte angebaut, die weltweit als Spezialität gilt. Daneben züchten die Bewohner Austern. Die Stadt hat einen Hafen, über den das auf der Insel produzierte Salz aus Salzgärten verschifft wurde.

## Sehenswürdigkeiten
Siehe auch: Liste der Monuments historiques in Noirmoutier-en-l’Île
Die Abteikirche Saint Philbert stammt aus dem 12. Jahrhundert. In der Kirche befindet sich eine als Monument historique klassifizierte Krypta aus der Merowingerzeit (7.–8. Jahrhundert). Bevor die Mönche Philiberts Reliquien im Jahre 875 nach Tournus brachten, war er in der Krypta begraben.
Um den quadratischen Donjon der Burg aus dem 11. Jahrhundert wurde im 16. und 17. Jahrhundert eine Befestigungsmauer gebaut. Zu Beginn des 18. Jahrhunderts wurden die Türme der ehemaligen Burg wiedererbaut. Im 19. Jahrhundert wurde die Burg als Kaserne genutzt.

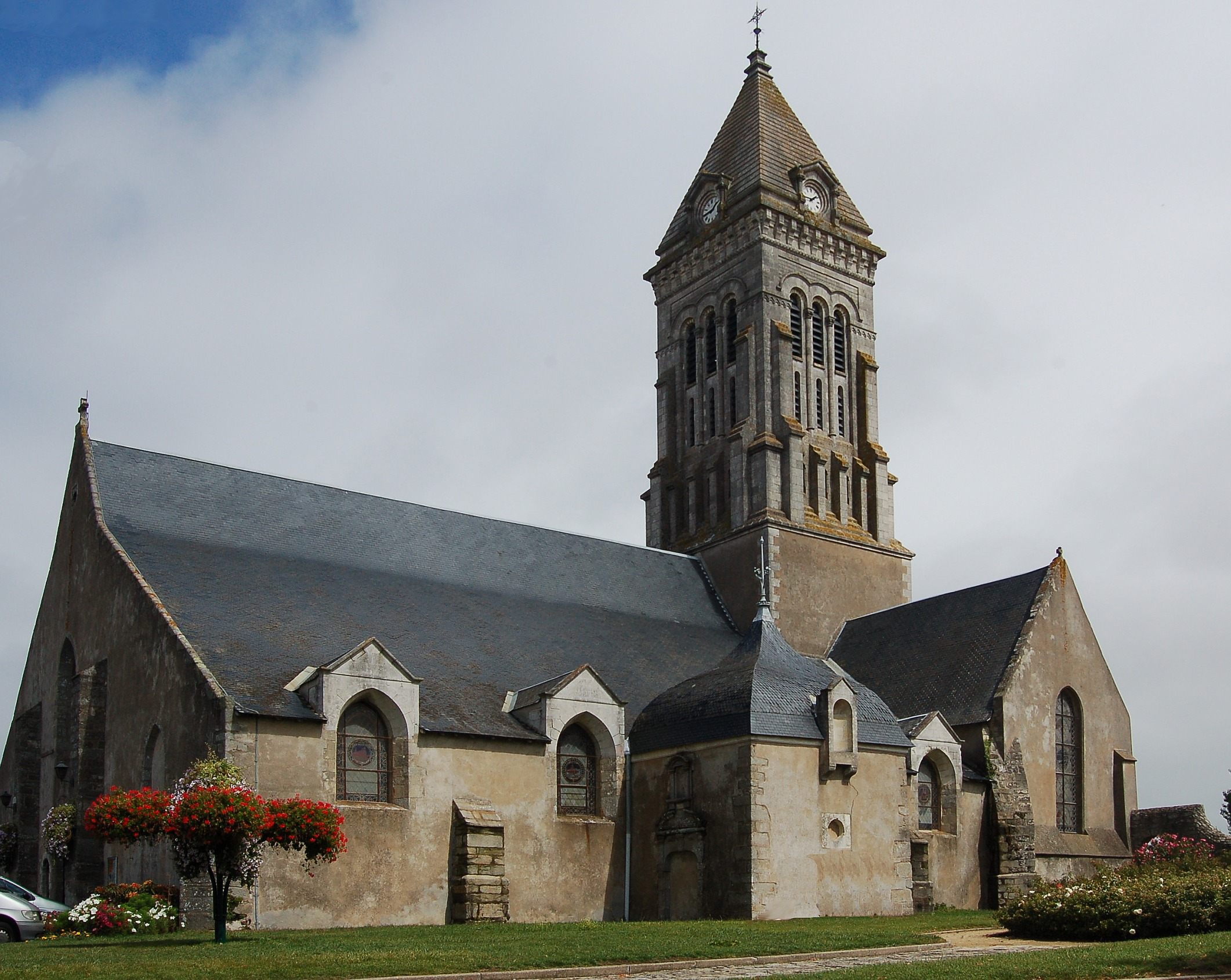
Kirche Saint Philbert in Noirmoutier
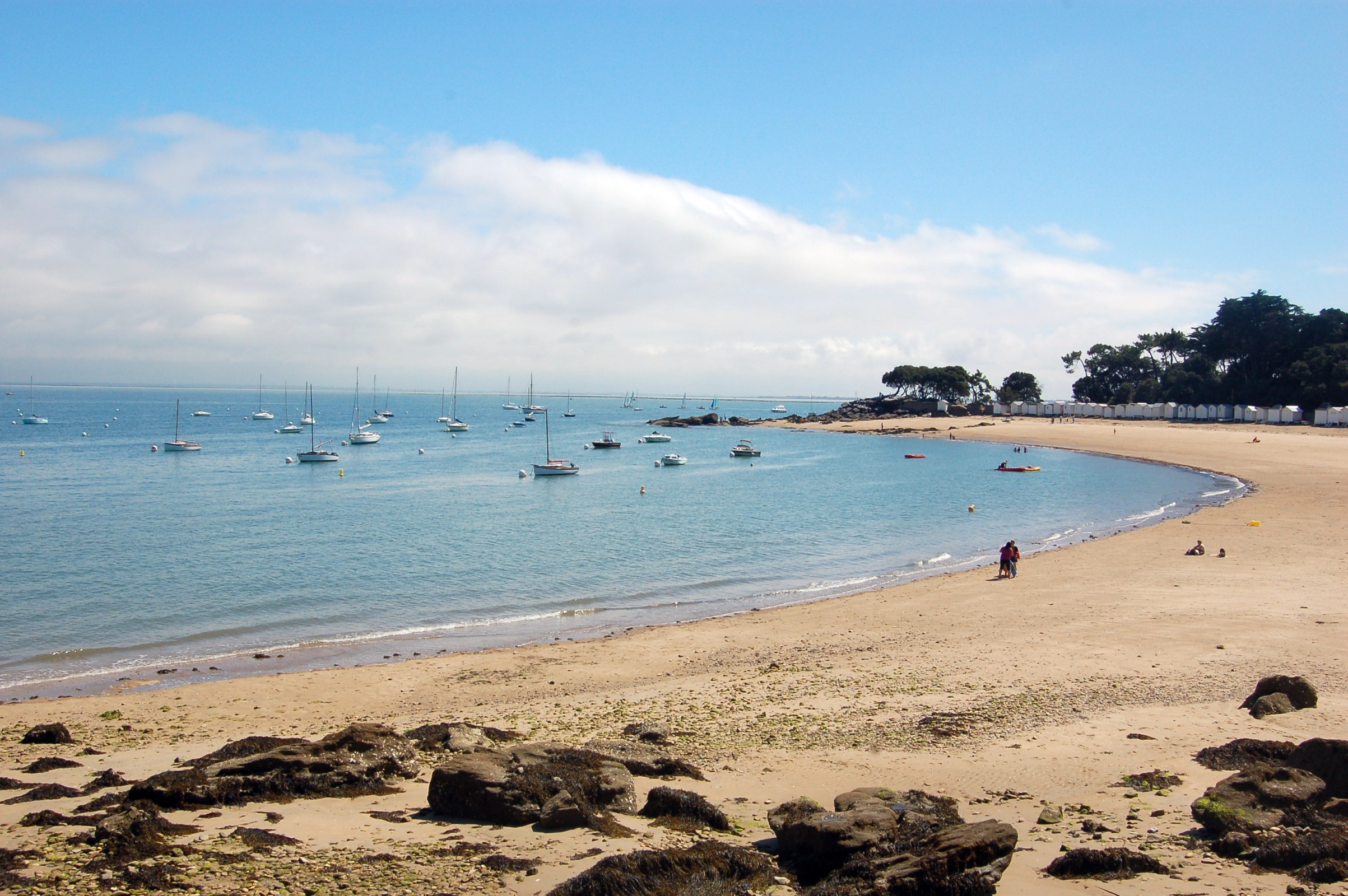
Strand von Noirmoutier

## Partnerschaften
Noirmoutier hat partnerschaftliche Beziehungen mit den Gemeinden Padrón in der spanischen Region Galicien (seit 1992), Crestview (Florida) in den USA, Ezcaray in der spanischen Region La Rioja (seit 2008) und – für 2013 vorgesehen – mit Malpica de Bergantiños ebenfalls in Galicien.

## Persönlichkeiten
- Mathieu Burgaudeau (* 1998), Radsportprofi

## Sonstiges
Am 7. Juli 2018 wurde hier die 105. Tour de France der Radprofis gestartet.